# La mujer de todos
La mujer de todos és una pel·lícula dramàtica mexicana de 1946 dirigida per Julio Bracho i protagonitzada per María Félix, Armando Calvo i Gloria Lynch. És una adaptació de la novel·la de 1848 La Dama de les Camèlies d'Alexandre Dumas fill amb l'escenari traslladat a Mèxic a principis del segle XX.

## Argument
Un coronel mexicà torna d'Espanya amb la seva amant, la qual cosa desencadena una forta ona de conflictes en la seva família.

## Repartiment
- María Félix com María Romano.
- Armando Calvo com a Capità Jorge Serralde.
- Gloria Lynch com a Senyora Cañedo.
- Alberto Galán com a Coronel Juan Antonio Cañedo.
- Patricia Morán com Angélica.
- Arturo Soto Rangel com a General.
- Juan Calvo com Conde.
- Ernesto Alonso com Carlos.
- Alberto Pomo com César (com Carlos Alberto Pomo).
- Maruja Grifell com a Portera.
- Julio Daneri com a Militar no. 1 (com Julio Denegri).
- Raúl Lechuga com a Militar no. 2.
- Félix Samper com a Militar no. 3.
- Lauro Benítez com a Majordom del coronel.
- Ricardo Carti com Manolo (no acreditat).
- Elisa Christy com a Espectadora en teatre (no acreditada).
- Edmundo Espino com a Militar (no acreditat).
- Lidia Franco com Teresa, majordoma (no acreditada).
- Ramón G. Larrea com Miguel, majordom (no acreditat).
- Cecilia Leger com a Madame, modista (no acreditada).
- Bertha Lehar com a Empleada de casa de modes (no acreditada).
- Rubén Márquez com a Home en fira (no acreditat).
- Ignacio Peón com a Home en teatre (no acreditat).
- Aurora Ruiz com a Veïna (no acreditada).
- Josefina Segarra com a Portera en Talcotalpan (no acreditada).
- Irma Torres com Carmen (no acreditada).
- Manuel Trejo Morales com a Amic militar de Jorge (no acreditat).
- María Valdealde com a Dona en teatre (no acreditada).
- Hernán Vera com a Cotxer (no acreditat).

## Recepció
Encyclopedia of Contemporary Latin American and Caribbean Cultures cita a la pel·lícula com una de les pel·lícules de María Félix els títols de la qual demostraven que «la seva fama com a dona fatal és evident». A Los Bracho: tres generaciones de cine mexicano, Jesús Ibarra afirma que la pel·lícula «va tenir crítiques trobades. A Espanya va ser mal rebuda; en canvi a Mèxic els crítics, es van portar benèvols amb ella, desfent-se en lloances per a la cinta i per a la bellesa de María».